# Nagy-Britannia a 2002. évi téli olimpiai játékokon
Nagy-Britannia az egyesült államokbeli Salt Lake Cityben megrendezett 2002. évi téli olimpiai játékok egyik részt vevő nemzete volt. Az országot az olimpián 11 sportágban 49 sportoló képviselte, akik összesen 2 érmet szereztek.

## Érmesek
| Érem  | Versenyző                                                               | Sportág   | Versenyszám |
| ----- | ----------------------------------------------------------------------- | --------- | ----------- |
| Arany | Rhona Martin Deborah Knox Fiona MacDonald Janice Rankin Margaret Morton | Curling   | Női         |
| Bronz | Alex Coomber                                                            | Szkeleton | Női         |

## Alpesisí
Férfi
| Versenyző      | Versenyszám      | 1. futam | 1. futam | 2. futam | 2. futam | Összesítés | Összesítés |
| Versenyző      | Versenyszám      | Idő      | Hely.    | Idő      | Hely.    | Idő        | Helyezés   |
| -------------- | ---------------- | -------- | -------- | -------- | -------- | ---------- | ---------- |
| Alain Baxter   | Műlesiklás       | kizárták | kizárták | kiesett  | kiesett  | kiesett    | kiesett    |
| Noel Baxter    | Műlesiklás       | 53,66    | 31.      | 55,98    | 20.      | 1:49,64    | 20.        |
| Ross Green     | Óriás-műlesiklás | 1:15,90  | 42.      | 1:13,41  | 29.      | 2:29,31    | 29.        |
| Gareth Trayner | Műlesiklás       | 54,58    | 34.      | 56,33    | 21.      | 1:50,91    | 22.        |

| Versenyző  | Versenyszám | Lesiklás | Lesiklás | Műlesiklás | Műlesiklás | Műlesiklás | Műlesiklás | Műlesiklás | Műlesiklás | Összesítés | Összesítés |
| Versenyző  | Versenyszám | Lesiklás | Lesiklás | 1. futam   | 1. futam   | 2. futam   | 2. futam   | Össz.      | Össz.      | Összesítés | Összesítés |
| Versenyző  | Versenyszám | Idő      | Hely.    | Idő        | Hely.      | Idő        | Hely.      | Idő        | Hely.      | Idő        | Helyezés   |
| ---------- | ----------- | -------- | -------- | ---------- | ---------- | ---------- | ---------- | ---------- | ---------- | ---------- | ---------- |
| Ross Green | Összetett   | 1:43,30  | 30.      | 49,97      | 15.        | 55,84      | 16.        | 1:45,81    | 16.        | 3:29,11    | 15.        |

Női
| Versenyző             | Versenyszám            | 1. futam      | 1. futam      | 2. futam | 2. futam | Összesítés | Összesítés |
| Versenyző             | Versenyszám            | Idő           | Hely.         | Idő      | Hely.    | Idő        | Helyezés   |
| --------------------- | ---------------------- | ------------- | ------------- | -------- | -------- | ---------- | ---------- |
| Chemmy Alcott         | Lesiklás               |               |               |          |          | 1:45,98    | 32.        |
| Chemmy Alcott         | Műlesiklás             | nem ért célba | nem ért célba | kiesett  | kiesett  | kiesett    | kiesett    |
| Chemmy Alcott         | Óriás-műlesiklás       | 1:20,25       | 39.           | 1:18,22  | 31.      | 2:38,47    | 30.        |
| Chemmy Alcott         | Szuperóriás-műlesiklás |               |               |          |          | 1:17,34    | 28.        |
| Emma Carrick-Anderson | Műlesiklás             | 56,25         | 27.           | 57,54    | 22.      | 1:53,79    | 19.        |

| Versenyző     | Versenyszám | Műlesiklás | Műlesiklás | Műlesiklás | Műlesiklás | Műlesiklás | Műlesiklás | Lesiklás | Lesiklás | Összesítés | Összesítés |
| Versenyző     | Versenyszám | 1. futam   | 1. futam   | 2. futam   | 2. futam   | Össz.      | Össz.      | Lesiklás | Lesiklás | Összesítés | Összesítés |
| Versenyző     | Versenyszám | Idő        | Hely.      | Idő        | Hely.      | Idő        | Hely.      | Idő      | Hely.    | Idő        | Helyezés   |
| ------------- | ----------- | ---------- | ---------- | ---------- | ---------- | ---------- | ---------- | -------- | -------- | ---------- | ---------- |
| Chemmy Alcott | Összetett   | 47,27      | 12.        | 45,01      | 13.        | 1:32,28    | 12.        | 1:19,06  | 18.      | 2:51,34    | 14.        |

## Biatlon
Férfi
| Versenyző                                        | Versenyszám      | Lövőhiba    | Időeredmény | Helyezés |
| ------------------------------------------------ | ---------------- | ----------- | ----------- | -------- |
| Mike Dixon                                       | 10 km sprint     | 1 (0+1)     | 28:58,7     | 74.      |
| Mike Dixon                                       | 20 km egyéni     | 5 (2+1+1+1) | 1:02:04,9   | 79.      |
| Mark Gee                                         | 10 km sprint     | 2 (2+0)     | 28:57,8     | 72.      |
| Mark Gee                                         | 20 km egyéni     | 5 (0+2+2+1) | 1:02:10,2   | 81.      |
| Jason Sklenar                                    | 10 km sprint     | 4 (2+2)     | 28:43,4     | 71.      |
| Jason Sklenar                                    | 20 km egyéni     | 3 (0+1+1+1) | 57:27,2     | 48.      |
| Jason Sklenar Mark Gee Mike Dixon Hugh Pritchard | 4 × 7,5 km váltó | 0+16        | 1:36:06,0   | 19.      |

## Bob
Férfi
| Versenyző                                              | Versenyszám | 1. futam | 1. futam | 2. futam | 2. futam | 3. futam | 3. futam | 4. futam | 4. futam | Összesítés | Összesítés |
| Versenyző                                              | Versenyszám | Idő      | Hely.    | Idő      | Hely.    | Idő      | Hely.    | Idő      | Hely.    | Idő        | Helyezés   |
| ------------------------------------------------------ | ----------- | -------- | -------- | -------- | -------- | -------- | -------- | -------- | -------- | ---------- | ---------- |
| Marcus Adam Lee Johnston                               | Kettes      | 48,04    | 10.*     | 48,16    | 13.*     | 48,05    | 10.      | 48,02    | 10.      | 3:12,27    | 10.        |
| Colin Bryce Neil Scarisbrick                           | Kettes      | 48,44    | 23.      | 48,46    | 22.      | 48,72    | 26.*     | 48,50    | 21.*     | 3:14,12    | 22.*       |
| Neil Scarisbrick Scott Rider Philip Goedluck Dean Ward | Négyes      | 47,09    | 13.      | 47,05    | 13.      | 47,44    | 9.       | 47,79    | 12.      | 3:09,37    | 11.        |
| Lee Johnston Phil Harries David McCalla Paul Attwood   | Négyes      | 47,06    | 12.      | 47,32    | 19.      | 47,41    | 7.*      | 47,98    | 16.      | 3:09,77    | 14.        |

Női
| Versenyző                              | Versenyszám | 1. futam | 1. futam | 2. futam | 2. futam | Összesítés | Összesítés |
| Versenyző                              | Versenyszám | Idő      | Hely.    | Idő      | Hely.    | Idő        | Helyezés   |
| -------------------------------------- | ----------- | -------- | -------- | -------- | -------- | ---------- | ---------- |
| Cheryl Done Nicola Gautier-Minichiello | Kettes      | 50,10    | 13.      | 49,79    | 12.      | 1:39,89    | 12.        |
| Michelle Coy Jackie Davies             | Kettes      | 49,77    | 11.      | 49,78    | 11.      | 1:39,55    | 11.        |

* - egy másik csapattal azonos eredményt ért el

## Curling

### Férfi
- Hammy McMillan
- Warwick Smith
- Ewan MacDonald
- Peter Loudon
- Norman Brown

#### Eredmények
Csoportkör
| Nemzet           | Szkip                  | Klub            | Város      | Gy | V |
| ---------------- | ---------------------- | --------------- | ---------- | -- | - |
| Kanada           | Kevin Martin           | Ottewell CC     | Edmonton   | 8  | 1 |
| Norvégia         | Pål Trulsen            | Stabekk CC      | Oslo       | 7  | 2 |
| Svájc            | Andreas Schwaller      | Biel-Touring CC | Biel       | 6  | 3 |
| Svédország       | Peja Lindholm          | Östersunds CK   | Östersund  | 6  | 3 |
| Finnország       | Markku Uusipaavalniemi | Oulunkylä CC    | Helsinki   | 5  | 4 |
| Németország      | Sebastian Stock        | EC Oberstdorf   | Oberstdorf | 4  | 5 |
| Dánia            | Ulrik Schmidt          | Hvidovre CC     | Hvidovre   | 3  | 6 |
| Nagy-Britannia   | Hammy McMillan         | Stranraer CC    | Stranraer  | 3  | 6 |
| Egyesült Államok | Tim Somerville         | Superior CC     | Superior   | 3  | 6 |
| Franciaország    | Dominique Dupont-Roc   | Chamonix CC     | Chamonix   | 0  | 9 |

- február 11., 09:00

| Sheet D            | Sheet D                   | 1 | 2 | 3 | 4 | 5 | 6 | 7 | 8 | 9 | 10 | VE |
| 1. end utolsó köve | Kanada (Martin)           | 0 | 2 | 1 | 0 | 1 | 0 | 2 | 0 | 0 | 0  | 6  |
|                    | Nagy-Britannia (McMillan) | 0 | 0 | 0 | 1 | 0 | 1 | 0 | 2 | 0 | 0  | 4  |

- február 12., 14:00

| Sheet A            | Sheet A                   | 1 | 2 | 3 | 4 | 5 | 6 | 7 | 8 | 9 | 10 | VE |
| 1. end utolsó köve | Svédország (Lindholm)     | 0 | 0 | 1 | 0 | 0 | 0 | 2 | 0 | 3 | 1  | 7  |
|                    | Nagy-Britannia (McMillan) | 0 | 0 | 0 | 0 | 0 | 1 | 0 | 1 | 0 | 0  | 2  |

- február 13., 09:00

| Sheet B            | Sheet B                   | 1 | 2 | 3 | 4 | 5 | 6 | 7 | 8 | 9 | 10 | 11 | VE |
| 1. end utolsó köve | Nagy-Britannia (McMillan) | 1 | 0 | 0 | 0 | 0 | 0 | 2 | 0 | 2 | 1  | 0  | 6  |
|                    | Norvégia (Trulsen)        | 0 | 1 | 0 | 0 | 1 | 0 | 0 | 4 | 0 | 0  | 1  | 7  |

- február 13., 19:00

| Sheet A            | Sheet A                | 1 | 2 | 3 | 4 | 5 | 6 | 7 | 8 | 9 | 10 | VE |
|                    | Nagy-Britannia (Smith) | 0 | 2 | 1 | 1 | 0 | 3 | 0 | 0 | 0 | 0  | 7  |
| 1. end utolsó köve | Németország (Stock)    | 3 | 0 | 0 | 0 | 2 | 0 | 1 | 0 | 0 | 0  | 6  |

- február 15., 09:00

| Sheet C            | Sheet C                      | 1 | 2 | 3 | 4 | 5 | 6 | 7 | 8 | 9 | 10 | VE |
| 1. end utolsó köve | Nagy-Britannia (Smith)       | 1 | 0 | 0 | 0 | 2 | 0 | 0 | 1 | 0 | 0  | 4  |
|                    | Finnország (Uusipaavalniemi) | 0 | 1 | 0 | 1 | 0 | 1 | 0 | 0 | 0 | 3  | 6  |

- február 15., 19:00

| Sheet D            | Sheet D                | 1 | 2 | 3 | 4 | 5 | 6 | 7 | 8 | 9 | 10 | VE |
| 1. end utolsó köve | Nagy-Britannia (Smith) | 2 | 0 | 1 | 0 | 1 | 0 | 0 | 0 | 1 | 0  | 5  |
|                    | Dánia (Schmidt)        | 0 | 0 | 0 | 2 | 0 | 0 | 0 | 3 | 0 | 1  | 6  |

- február 16., 14:00

| Sheet A            | Sheet A                | 1 | 2 | 3 | 4 | 5 | 6 | 7 | 8 | 9 | 10 | VE |
| 1. end utolsó köve | Svájc (Schwaller)      | 1 | 1 | 1 | 0 | 1 | 0 | 2 | 0 | 4 | X  | 10 |
|                    | Nagy-Britannia (Smith) | 0 | 0 | 0 | 1 | 0 | 1 | 0 | 2 | 0 | X  | 4  |

- február 17., 19:00

| Sheet B            | Sheet B                    | 1 | 2 | 3 | 4 | 5 | 6 | 7 | 8 | 9 | 10 | VE |
|                    | Franciaország (Dupont-Roc) | 0 | 0 | 2 | 0 | 0 | 0 | 0 | 1 | 0 | 0  | 3  |
| 1. end utolsó köve | Nagy-Britannia (Smith)     | 2 | 0 | 0 | 1 | 0 | 0 | 2 | 0 | 1 | 1  | 7  |

- február 18., 14:00

| Sheet C            | Sheet C                       | 1 | 2 | 3 | 4 | 5 | 6 | 7 | 8 | 9 | 10 | VE |
|                    | Nagy-Britannia (Smith)        | 0 | 2 | 2 | 0 | 1 | 0 | 0 | 1 | 0 | 1  | 7  |
| 1. end utolsó köve | Egyesült Államok (Somerville) | 1 | 0 | 0 | 1 | 0 | 1 | 1 | 0 | 2 | 0  | 6  |

| Csapat         | Helyezés |
| -------------- | -------- |
| Nagy-Britannia | 8.       |

### Női
- Rhona Martin
- Deborah Knox
- Fiona MacDonald
- Janice Rankin
- Margaret Morton

#### Eredmények
Csoportkör
| Nemzet           | Szkip              | Klub          | Város                  | Gy | V |
| ---------------- | ------------------ | ------------- | ---------------------- | -- | - |
| Kanada           | Kelley Law         | Royal City CC | New Westminster        | 8  | 1 |
| Svájc            | Luzia Ebnöther     | CC Bern AAM   | Bern                   | 7  | 2 |
| Egyesült Államok | Kari Erickson      | Bemidji CC    | Bemidji                | 6  | 3 |
| Nagy-Britannia   | Rhona Martin       | Greenacres CC | Howwood                | 5  | 4 |
| Németország      | Nathalie Nessler   | SC Riessersee | Garmisch-Partenkirchen | 5  | 4 |
| Svédország       | Elisabet Gustafson | Umeå CC       | Umeå                   | 5  | 4 |
| Norvégia         | Dordi Nordby       | Snarøen CC    | Oslo                   | 4  | 5 |
| Japán            | Kató Akiko         | Tokoro CC     | Tokoro                 | 2  | 7 |
| Dánia            | Lene Bidstrup      | Hvidovre CC   | Hvidovre               | 2  | 7 |
| Oroszország      | Olga Zsarkova      | Moskvitch CC  | Moszkva                | 1  | 8 |

- február 11., 14:00

| Sheet B            | Sheet B                 | 1 | 2 | 3 | 4 | 5 | 6 | 7 | 8 | 9 | 10 | VE |
| 1. end utolsó köve | Nagy-Britannia (Martin) | 1 | 0 | 0 | 2 | 0 | 2 | 0 | 2 | 3 | 0  | 10 |
|                    | Norvégia (Nordby)       | 0 | 1 | 1 | 0 | 2 | 0 | 1 | 0 | 0 | 1  | 6  |

- február 12., 09:00

| Sheet C            | Sheet C                 | 1 | 2 | 3 | 4 | 5 | 6 | 7 | 8 | 9 | 10 | VE |
| 1. end utolsó köve | Svédország (Gustafson)  | 0 | 1 | 1 | 0 | 1 | 0 | 1 | 0 | 2 | 1  | 7  |
|                    | Nagy-Britannia (Martin) | 0 | 0 | 0 | 2 | 0 | 1 | 0 | 1 | 0 | 0  | 4  |

- február 12., 19:00

| Sheet D            | Sheet D                 | 1 | 2 | 3 | 4 | 5 | 6 | 7 | 8 | 9 | 10 | VE |
| 1. end utolsó köve | Nagy-Britannia (Martin) | 2 | 1 | 0 | 2 | 1 | 2 | 1 | X | X | X  | 9  |
|                    | Japán (Kató)            | 0 | 0 | 1 | 0 | 0 | 0 | 0 | X | X | X  | 1  |

- február 14., 09:00

| Sheet B            | Sheet B                 | 1 | 2 | 3 | 4 | 5 | 6 | 7 | 8 | 9 | 10 | VE |
|                    | Oroszország (Zsarkova)  | 0 | 0 | 0 | 1 | 0 | 1 | 0 | 1 | 0 | 2  | 5  |
| 1. end utolsó köve | Nagy-Britannia (Martin) | 1 | 1 | 1 | 0 | 1 | 0 | 2 | 0 | 2 | 0  | 8  |

- február 14., 19:00

| Sheet D            | Sheet D                 | 1 | 2 | 3 | 4 | 5 | 6 | 7 | 8 | 9 | 10 | VE |
| 1. end utolsó köve | Kanada (Law)            | 2 | 2 | 0 | 2 | 0 | 1 | 0 | 2 | X | X  | 9  |
|                    | Nagy-Britannia (Martin) | 0 | 0 | 1 | 0 | 2 | 0 | 1 | 0 | X | X  | 4  |

- február 15., 14:00

| Sheet A            | Sheet A                 | 1 | 2 | 3 | 4 | 5 | 6 | 7 | 8 | 9 | 10 | VE |
| 1. end utolsó köve | Nagy-Britannia (Martin) | 0 | 3 | 0 | 0 | 1 | 0 | 1 | 0 | 0 | 2  | 7  |
|                    | Svájc (Ebnöther)        | 0 | 0 | 1 | 0 | 0 | 1 | 0 | 1 | 1 | 0  | 4  |

- február 16., 09:00

| Sheet C            | Sheet C                 | 1 | 2 | 3 | 4 | 5 | 6 | 7 | 8 | 9 | 10 | VE |
|                    | Nagy-Britannia (Martin) | 0 | 1 | 0 | 3 | 0 | 2 | 0 | 2 | 0 | 0  | 8  |
| 1. end utolsó köve | Dánia (Bidstrup)        | 1 | 0 | 1 | 0 | 1 | 0 | 1 | 0 | 1 | 1  | 6  |

- február 17., 14:00

| Sheet D            | Sheet D                     | 1 | 2 | 3 | 4 | 5 | 6 | 7 | 8 | 9 | 10 | 11 | VE |
| 1. end utolsó köve | Nagy-Britannia (Martin)     | 1 | 0 | 0 | 1 | 0 | 2 | 0 | 0 | 1 | 0  | 0  | 5  |
|                    | Egyesült Államok (Erickson) | 0 | 1 | 0 | 0 | 1 | 0 | 1 | 0 | 0 | 2  | 1  | 6  |

- február 18., 09:00

| Sheet B            | Sheet B                 | 1 | 2 | 3 | 4 | 5 | 6 | 7 | 8 | 9 | 10 | VE |
|                    | Nagy-Britannia (Martin) | 0 | 1 | 0 | 2 | 0 | 0 | 1 | 0 | 1 | 0  | 5  |
| 1. end utolsó köve | Németország (Neßler)    | 0 | 0 | 2 | 0 | 1 | 1 | 0 | 2 | 0 | 1  | 7  |

Rájátszás
- február 19., 09:00

| Sheet C            | Sheet C                 | 1 | 2 | 3 | 4 | 5 | 6 | 7 | 8 | 9 | 10 | VE |
|                    | Svédország (Gustafson)  | 0 | 1 | 0 | 0 | 0 | 1 | 0 | 1 | 0 | 1  | 4  |
| 1. end utolsó köve | Nagy-Britannia (Martin) | 0 | 0 | 1 | 2 | 1 | 0 | 1 | 0 | 1 | 0  | 6  |

- február 19., 14:00

| Sheet B            | Sheet B                 | 1 | 2 | 3 | 4 | 5 | 6 | 7 | 8 | 9 | 10 | VE |
| 1. end utolsó köve | Nagy-Britannia (Martin) | 0 | 0 | 1 | 0 | 1 | 3 | 1 | 0 | 3 | X  | 9  |
|                    | Németország (Neßler)    | 0 | 1 | 0 | 2 | 0 | 0 | 0 | 2 | 0 | X  | 5  |

Elődöntő
- február 20., 09:00

| Sheet D            | Sheet D                 | 1 | 2 | 3 | 4 | 5 | 6 | 7 | 8 | 9 | 10 | VE |
|                    | Nagy-Britannia (Martin) | 0 | 0 | 1 | 2 | 0 | 0 | 2 | 0 | 0 | 1  | 6  |
| 1. end utolsó köve | Kanada (Law)            | 1 | 0 | 0 | 0 | 1 | 1 | 0 | 1 | 1 | 0  | 5  |

Döntő
- február 21., 14:00

| Sheet C            | Sheet C                 | 1 | 2 | 3 | 4 | 5 | 6 | 7 | 8 | 9 | 10 | VE |
|                    | Svájc (Ebnöther)        | 0 | 0 | 0 | 1 | 0 | 0 | 0 | 1 | 1 | 0  | 3  |
| 1. end utolsó köve | Nagy-Britannia (Martin) | 0 | 0 | 0 | 0 | 2 | 0 | 1 | 0 | 0 | 1  | 4  |

| Csapat         | Helyezés |
| -------------- | -------- |
| Nagy-Britannia |          |

## Műkorcsolya
| Versenyző                        | Versenyszám | Kötelező tánc 1   | Kötelező tánc 1 | Kötelező tánc 1 | Kötelező tánc 2   | Kötelező tánc 2 | Kötelező tánc 2 | Eredeti (original) tánc | Eredeti (original) tánc | Eredeti (original) tánc | Kűr               | Kűr   | Kűr         | Összesítés         | Összesítés |
| Versenyző                        | Versenyszám | Több. hely. száma | Hely.           | Hely. pont.     | Több. hely. száma | Hely.           | Hely. pont.     | Több. hely. száma       | Hely.                   | Hely. pont.             | Több. hely. száma | Hely. | Hely. pont. | Helyezési pontszám | Helyezés   |
| -------------------------------- | ----------- | ----------------- | --------------- | --------------- | ----------------- | --------------- | --------------- | ----------------------- | ----------------------- | ----------------------- | ----------------- | ----- | ----------- | ------------------ | ---------- |
| Marika Humphreys Vitaliy Baranov | Jégtánc     | 7×16+             | 16.             | 3,2             | 8×16+             | 16.             | 3,2             | 8×15+                   | 15.                     | 9,0                     | 7×15+             | 15.   | 15,0        | 30,4               | 15.        |

## Rövidpályás gyorskorcsolya
Férfi
| Versenyző      | Versenyszám | Előfutam | Előfutam | Negyeddöntő | Negyeddöntő | Elődöntő | Elődöntő | B döntő | B döntő | Döntő   | Döntő   | Helyezés |
| Versenyző      | Versenyszám | Idő      | Hely.    | Idő         | Hely.       | Idő      | Hely.    | Idő     | Hely.   | Idő     | Hely.   | Helyezés |
| -------------- | ----------- | -------- | -------- | ----------- | ----------- | -------- | -------- | ------- | ------- | ------- | ------- | -------- |
| Dave Allardice | 500 m       | 42,980   | 3.       | kiesett     | kiesett     | kiesett  | kiesett  | kiesett | kiesett | kiesett | kiesett | 19.      |
| Leon Flack     | 500 m       | 43,965   | 3.       | kiesett     | kiesett     | kiesett  | kiesett  | kiesett | kiesett | kiesett | kiesett | 22.      |
| Leon Flack     | 1000 m      | 1:29,584 | 2.       | 1:28,604    | 4.          | kiesett  | kiesett  | kiesett | kiesett | kiesett | kiesett | 14.      |
| Leon Flack     | 1500 m      | 2:25,832 | 4.       |             |             | kiesett  | kiesett  | kiesett | kiesett | kiesett | kiesett | 22.      |
| Nicky Gooch    | 1000 m      | 1:38,034 | 4.       | kiesett     | kiesett     | kiesett  | kiesett  | kiesett | kiesett | kiesett | kiesett | 27.      |
| Nicky Gooch    | 1500 m      | 2:27,084 | 3.       |             |             | 2:25,903 | 5.       | kiesett | kiesett | kiesett | kiesett | 17.      |

Női
| Versenyző     | Versenyszám | Előfutam | Előfutam | Negyeddöntő | Negyeddöntő | Elődöntő | Elődöntő | B döntő | B döntő | Döntő   | Döntő   | Helyezés |
| Versenyző     | Versenyszám | Idő      | Hely.    | Idő         | Hely.       | Idő      | Hely.    | Idő     | Hely.   | Idő     | Hely.   | Helyezés |
| ------------- | ----------- | -------- | -------- | ----------- | ----------- | -------- | -------- | ------- | ------- | ------- | ------- | -------- |
| Sarah Lindsay | 500 m       | 45,461   | 1.       | 44,912      | 3.          | kiesett  | kiesett  | kiesett | kiesett | kiesett | kiesett | 10.      |
| Sarah Lindsay | 1000 m      | 1:42,157 | 2.       | 1:36,753    | 3.          | kiesett  | kiesett  | kiesett | kiesett | kiesett | kiesett | 13.      |
| Sarah Lindsay | 1500 m      | 3:01,223 | 5.       |             |             | kiesett  | kiesett  | kiesett | kiesett | kiesett | kiesett | 24.      |
| Jo Williams   | 500 m       | 46,631   | 3.       | kiesett     | kiesett     | kiesett  | kiesett  | kiesett | kiesett | kiesett | kiesett | 21.      |
| Jo Williams   | 1000 m      | 1:39,672 | 1.       | 1:34,373    | 4.          | kiesett  | kiesett  | kiesett | kiesett | kiesett | kiesett | 9.       |
| Jo Williams   | 1500 m      | 2:27,845 | 4.       |             |             | kiesett  | kiesett  | kiesett | kiesett | kiesett | kiesett | 16.      |

## Síakrobatika
Mogul
| Versenyző        | Versenyszám | Selejtező | Selejtező | Döntő   | Döntő    |
| Versenyző        | Versenyszám | Pont      | Helyezés  | Pont    | Helyezés |
| ---------------- | ----------- | --------- | --------- | ------- | -------- |
| Sam Temple       | Férfi       | 9,03      | 29.       | kiesett | kiesett  |
| Joanne Bromfield | Női         | 18,75     | 28.       | kiesett | kiesett  |
| Laura Donaldson  | Női         | 18,41     | 29.       | kiesett | kiesett  |

## Síugrás
| Versenyző      | Versenyszám | Selejtező | Selejtező | 1. ugrás | 1. ugrás | 2. ugrás | 2. ugrás | Összesítés | Összesítés |
| Versenyző      | Versenyszám | Pont      | Hely.     | Pont     | Hely.    | Pont     | Hely.    | Pont       | Helyezés   |
| -------------- | ----------- | --------- | --------- | -------- | -------- | -------- | -------- | ---------- | ---------- |
| Glynn Pedersen | Normálsánc  | 88,0      | 43.       | kiesett  | kiesett  | kiesett  | kiesett  | kiesett    | kiesett    |
| Glynn Pedersen | Nagysánc    | 56,3      | 48.       | kiesett  | kiesett  | kiesett  | kiesett  | kiesett    | kiesett    |

## Snowboard
Halfpipe
| Versenyző      | Versenyszám | 1. selejtező | 1. selejtező | 2. selejtező | 2. selejtező | Döntő      | Döntő      | Döntő   | Helyezés |
| Versenyző      | Versenyszám | Pont         | Hely.        | Pont         | Hely.        | 1. forduló | 2. forduló | Hely.   | Helyezés |
| -------------- | ----------- | ------------ | ------------ | ------------ | ------------ | ---------- | ---------- | ------- | -------- |
| Lesley McKenna | Női         | 12,5         | 23.          | 25,3         | 11.          | kiesett    | kiesett    | kiesett | 17.      |

## Szánkó
| Versenyző   | Versenyszám | 1. futam | 1. futam | 2. futam | 2. futam | 3. futam | 3. futam | 4. futam | 4. futam | Összesítés | Összesítés |
| Versenyző   | Versenyszám | Idő      | Hely.    | Idő      | Hely.    | Idő      | Hely.    | Idő      | Hely.    | Idő        | Helyezés   |
| ----------- | ----------- | -------- | -------- | -------- | -------- | -------- | -------- | -------- | -------- | ---------- | ---------- |
| Mark Hatton | Férfi egyes | 45,391   | 24.      | 45,509   | 27.      | 45,107   | 26.      | 45,559   | 25.      | 3:01,566   | 25.        |

## Szkeleton
| Versenyző       | Versenyszám | 1. futam | 1. futam | 2. futam | 2. futam | Összesítés | Összesítés |
| Versenyző       | Versenyszám | Idő      | Hely.    | Idő      | Hely.    | Idő        | Helyezés   |
| --------------- | ----------- | -------- | -------- | -------- | -------- | ---------- | ---------- |
| Kristan Bromley | Férfi       | 52,17    | 19.      | 51,26    | 6.       | 1:43,43    | 13.        |
| Alex Coomber    | Női         | 52,48    | 3.       | 52,89    | 3.       | 1:45,37    |            |